# 백운암 (암석)

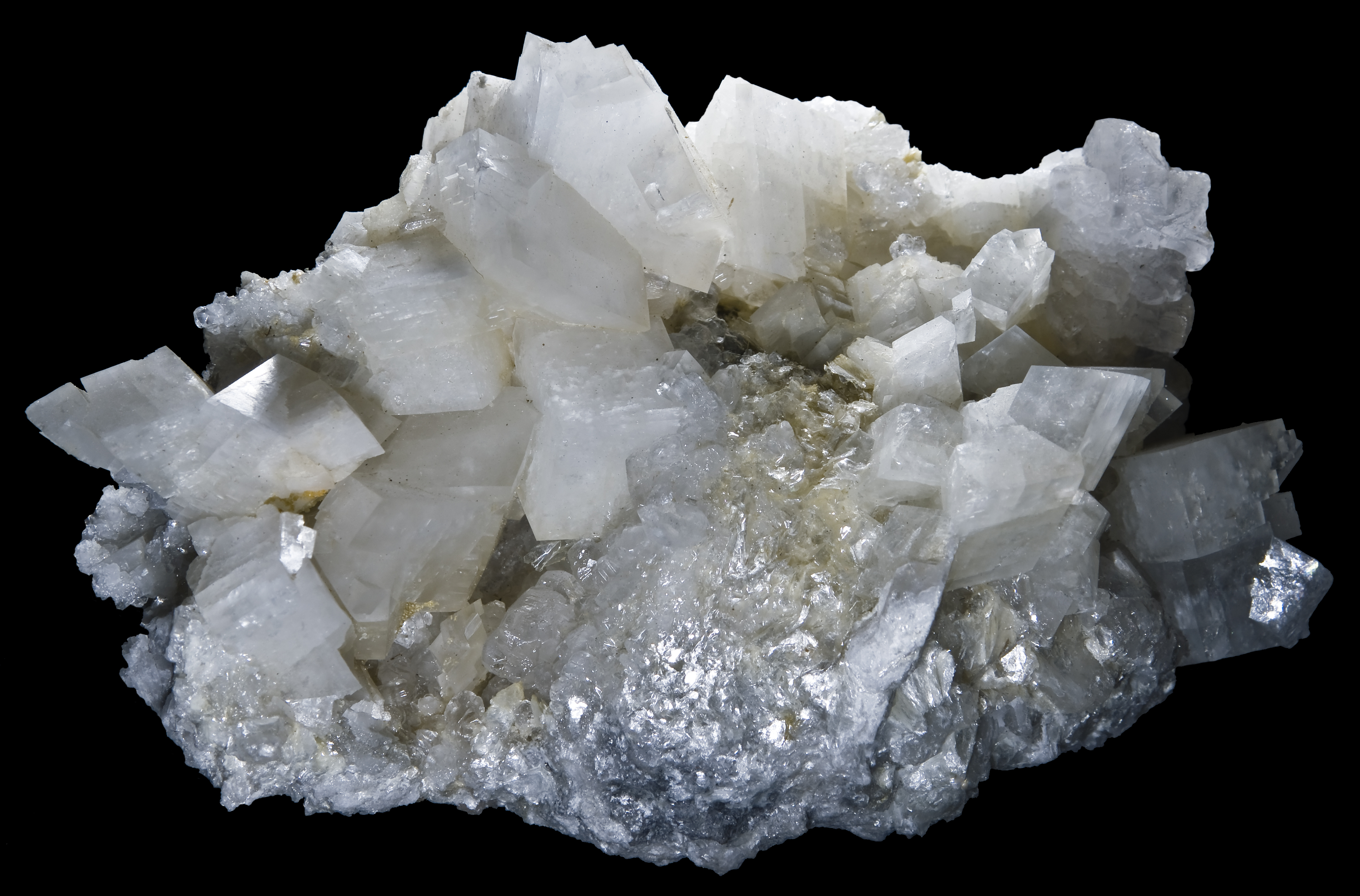
백운암

백운암(白雲岩) 또는 돌로스톤, 돌로마이트(Dolomite stone)는 결정질의 칼슘 마그네슘 탄산염 CaMg(CO3)2으로 이루어진 퇴적 탄산염암이다. 백운암은 주로 백운석으로 이루어진다. 석회암 중에 일부가 백운석으로 치환된 것을 백운석질석회암이라 하며 과거 미국에서는 고(마그네시안)석회암이라 하였다.
백운암은 1791년 프랑스의 자연학자이자 지질학자였던 데오다 그라테 드 돌로미외(Déodat Gratet de Dolomieu, 1750-1801)가 북부 이탈리아의 돌로미티 알프스의 노두에 대해서 기술한 것이 처음이다. 이탈리아의 돌로미티산맥에서 많이 발견된다.

## 한국의 돌로마이트
한국의 경우, 조선 누층군 막골층과 와곡층, 향산리 돌로마이트질 석회암층 등의 고생대 및 그 이전의 퇴적암 지층에 돌로마이트가 일부 함유되어 있다.

## 같이 보기
- 석회암